# Capital Airport Express
Ne doit pas être confondu avec Daxing Airport Express.
La ligne Capital Airport Express, anciennement Airport Express (connue également sous les initiales ABC Airport Beijing City) est l'une des 25 lignes du réseau métropolitain de Pékin, en Chine.  
Elle relie la station Dongzhimen, dans le district de Dongcheng, à l'aéroport international de Pékin-Capitale situé au nord-est de la ville.

## Histoire
La ligne est mise en service le 19 juillet 2008, peu de temps avant l'ouverture des Jeux olympiques de 2008, sous le nom d'Aéroport Express (Airport Express). 
En septembre 2019, avec l'ouverture de la ligne nouvelle Daxing Airport Express qui dessert le nouvel aéroport de Pékin-Daxing, le nom de la ligne devient Capital Airport Express, afin de permettre une meilleure distinction de ces deux lignes.
La station Beixinqiao devient un nouveau terminus, en correspondance avec la ligne 5, le 31 décembre 2021, lors de la mise en service du prolongement depuis l'ancien terminus Dongzhimen jusqu'à la nouvelle station terminus Beixinqiao.

## Tracé et stations

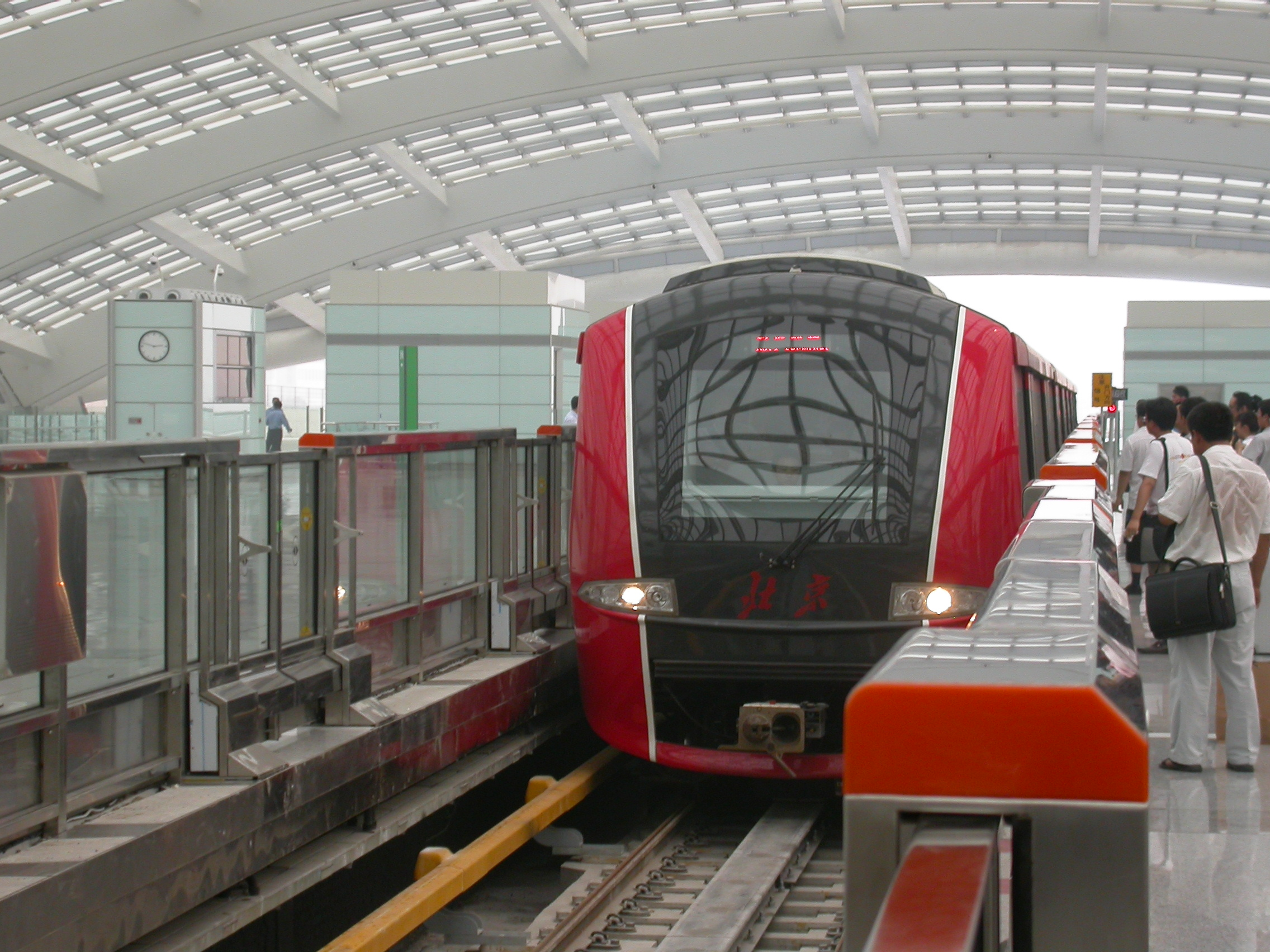
Une rame au terminal 3

La ligne part de Dongzhimen, où elle est en correspondance avec les lignes 2 et 13, puis parcourt 4 km en souterrain en direction du nord-est jusqu'à la station Sanyuanqiaooù elle est en correspondance avec la ligne 10. 
Le tracé continue sur une plate-forme ou en aérien en suivant la voie express routière S12 jusqu'au terminal 3 de l'aéroport avant de retrouver un souterrain pour parvenir au terminal 2. Les rames repartent à partir de celui-ci directement vers la ville.
| Arrêt | Arrêt | Station     | Station   | Correspondances   | Distance (km) | Distance (km) | District  |
| ----- | ----- | ----------- | --------- | ----------------- | ------------- | ------------- | --------- |
| ●     | ●     | Beixinqiao  | 北新桥    | ligne 5           | 0.00          | 0.00          | Dongcheng |
| ●     | ●     | Dongzhimen  | 东直门    | ligne 2, ligne 13 | 1.822         | 1.822         | Dongcheng |
| ●     | ●     | Sanyuanqiao | 三元桥    | ligne 10          | 3.022         | 4.844         | Chaoyang  |
|       |       | Wangjingnan | 望京南    | ligne 14          |               |               | Chaoyang  |
| ●     | ↑     | Terminal 3  | 3号航站楼 |                   | 18.322        | 23.166        | Shunyi    |
| ↳     | ●     | Terminal 2  | 2号航站楼 |                   | 7.243         | 30.409        | Chaoyang  |

## Tarif
La ligne propose une tarification différente du reste du réseau de métro de Pékin. Un ticket aller simple pour l'aéroport coûte 25 yuans. De plus, le ticket ne permet une entrée valide qu'à la station où le ticket a été acheté.

## Projets
Une nouvelle station est prévue pour desservir le quartier de Wangjing, en correspondance avec la ligne 14.